# Halloween Town – Meine Oma ist ’ne Hexe
Halloween Town – Meine Oma ist ’ne Hexe (Originaltitel: Halloweentown) ist eine US-amerikanische Fantasy-Filmkomödie aus dem Jahr 1998. Regie führte Duwayne Dunham. Paul Bernbaum schrieb gemeinsam mit Jon Cooksey und Ali Matheson das Drehbuch.

## Handlung
Marnie Piper und ihre Mutter Gwen diskutieren darüber, warum Marnie niemals am Halloween-Fest teilnehmen darf. Gwen lehnt jede Art von Magie und Spuk ab, ganz im Gegensatz zu ihrer Mutter Agatha. Es stellt sich heraus, dass die Frauen einer Familie der Hexen angehören. Marnies Großmutter Agatha Cromwell plant, den Unterricht ihrer Enkelin als Hexe zu beginnen. Gwen möchte jedoch, dass Marnie als normaler Mensch aufwächst und diskutiert darüber mit Aggie.
Nach diesem Streit verlässt Aggie das Haus. Marnie und ihre Geschwister Dylan und Sophie schleichen ihrer Großmutter nach und gelangen so mit dem Bus nach Halloweentown, einer Stadt, wo jeden Tag Halloween ist und Monster, Hexen und Spukgestalten friedlich zusammen leben. Aggie und die ganze Familie Cromwell gelten dort als mächtige Hexen. Aggie hatte versucht, Gwen um Hilfe zu bitten: In Halloweentown verschwinden immer wieder Hexen und nur der Bürgermeister Kalabar ist überhaupt daran interessiert.
Aggie und Gwen, welche ihren Kindern nachgereist ist, geraten in die Fänge eines Dämons, der die Bevölkerung versteinert. Marnie und ihren Geschwistern bleibt nur die Chance, Aggies magisches Zepter des Merlin zu aktivieren und sammeln dafür Zutaten.
Marnie denkt, dass sie als Älteste den Kampf alleine bestehen muss und stellt sich dem Dämon, der sich als Kalabar entpuppt, welcher die Herrschaft der Spukgestalten über die reale Welt herbeiführen möchte. Sie muss das Zepter in einen riesigen Kürbis stecken, versagt aber. Erst als ihre Großmutter, ihre Mutter, ihre Schwester, ihr Bruder und der Kobold Luke ihr helfen, wird Kalabar schließlich besiegt und aus der Stadt vertrieben. Nachdem sie gewonnen hatten entscheidet sich Marnie in Halloweentown zu bleiben und unterrichtet zu werden.

## Kritiken
Im Magazin Variety schrieb die Kritikerin Laura Fries „Was diesen originellen Film vom üblichen Halloween-Rummel unterscheidet, ist, dass es den Geist eines Feiertags für Kinder einfängt. Es ist süß und macht Spaß, aber zu viel könnte definitiv Bauchschmerzen verursachen.“ („What separates this original pic from the usual Halloween fare is that it captures the spirit of a holiday designed for kids. It's sweet and fun, but too much could definitely give you a stomach ache.“)
Felix Vasquez beschrieb den Film auf Cinema Crazed: „Scharfe Leistungen, ein unterhaltsames Drehbuch und ein großartiges Gefühl für verspielte Details – „Halloweentown“ ist ein großartiges Freudenfest des Feiertags“. („Sharp performances, entertaining writing, and a gorgeous sense of whimsy, “Halloweentown” is a great celebration of the holiday.“)
Filmdienst bezeichnete den Film als „ereignisreiches Fantasie-Märchen“, das „mit guten Darstellern und einer witzigen Story unbeschwert“ unterhalte.
TV Spielfilm beschrieb den Film als „zu brav, um zu verzaubern.“.

## Auszeichnungen
Kimberly J. Brown wurde im Jahr 1999 für den Young Artist Award nominiert. Phillip Van Dyke wurde 1999 für den YoungStar Award nominiert.

## Hintergründe
Der Film wurde in St.Helens und in einigen anderen Orten in Oregon gedreht.
Der Film war eine Eigenproduktion des US-amerikanischen Disney Channels und wurde am 17. oder 22. Oktober 1998 erstmals im Disney Channel ausgestrahlt.

## Fortsetzungen
- 2001: Halloweentown II
- 2004: Halloweentown III: Halloweentown Highschool
- 2006: Halloweentown IV – Das Hexencollege